# Геннария
Геннария (лат. Gennaria) — монотипный род цветковых растений рода семейства Орхидные (Orchidaceae), представленный видом Геннария двулистная (лат. Gennaria diphylla).
Эти травянистые растения высотой от 15 см до 30 см легко распознать по наличию только двух листьев в форме сердца длиной 3-12 см и шириной 2-7 см, верхний меньше. Цветки зелёного или зеленовато-жёлтого цвета, с коротким стеблем, расположенные в соцветии более или менее плотно.
Цветут с января по апрель.
Gennaria diphylla распространён в Средиземноморско-Атлантическом регионе. Он встречается в основном в Алжире, Марокко, Испании, Гибралтаре, Португалии, Мадейре и на Канарских островах. Вид очень редок в Тунисе, на Корсике, Сардинии и Эльбе. Растёт на кислых почвах, в тенистых местах и в гаригах, иногда даже в сосновых лесах, на высоте до 400 метров над уровнем моря.